# Knaphof
Knaphof is een buurtschap in de gemeente Borsele in de Nederlandse provincie Zeeland. De buurtschap is vernoemd naar de weg waaraan ze ligt. De weg heet namelijk ook "Knaphof". Knaphof bestaat voornamelijk uit boerderijen.
Dorpen: Baarland · Borssele · Driewegen · Ellewoutsdijk · 's-Gravenpolder · 's-Heer Abtskerke · 's-Heerenhoek · Heinkenszand · Hoedekenskerke · Kwadendamme · Lewedorp · Nieuwdorp · Nisse · Oudelande · Ovezande

Buurtschappen: Baarsdorp · Bakendorp · Coudorpe · Graszode · Knaphof · Koekoek · Langeweegje · Het Oudeland · Rijkebuurt · Scheldeoord · Sinoutskerke · 't Vlaandertje · De Zak 

Zeeland: Steden en dorpen in Zeeland      Nederland: Provincies · Gemeenten